# Walltor (Stargard)
Das Walltor (polnisch Brama Wałowa) ist ein Teil der mittelalterlichen Stadtbefestigung von Stargard, der die Straße nach Maszewo (Massow) schützte. Derzeit ist im Walltor eine städtische Kunstgalerie untergebracht.

## Geschichte
Der Torbau stammt von 1439. Der Name stammt von den Erdwällen, die vor den äußeren Stadtmauern errichtet wurden. Im Jahr 1780 wurde das vordere Tor abgerissen und die Ziegelsteine wurden zum Bau einer Mühle an der Ihna verwendet. Nach den Zerstörungen des Zweiten Weltkriegs wurde das Tor vollständig wieder aufgebaut. Auch der obere Bereich des Baus, der auf die Zeit der Renaissance zurückgeht, wurde rekonstruiert.

## Architektur
Das Walltor ist ein typischer Bau der Renaissance, geschmückt mit toskanischen Pilastern und mit Bogengliedern abgeschlossen. Der aus Backstein erbaute, verblendete Bau steht auf unregelmäßig-rechteckigem Grundriss bei einer Höhe von 19,4 m. Strebepfeiler bis zur Höhe des ersten Stocks stützten den Bau. Der Turm trägt ein Giebeldach mit einer kleinen Glocke aus dem 17. Jahrhundert. Der obere Teil wurde im 16. Jahrhundert angebaut und erhielt einen Gürtel aus Vorhangblenden auf der Höhe des ersten Stocks.

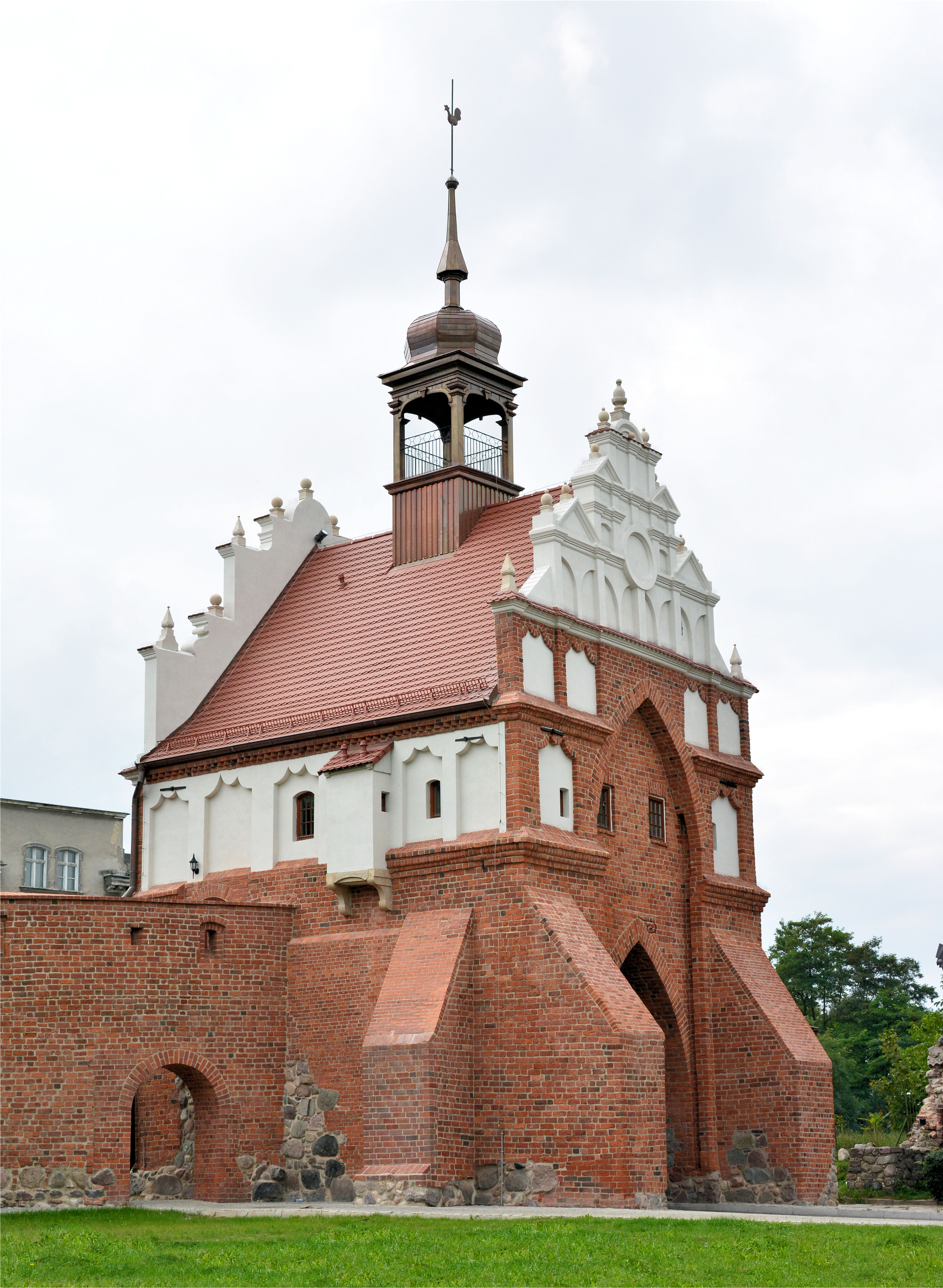
Gotische Strebepfeiler des Tores
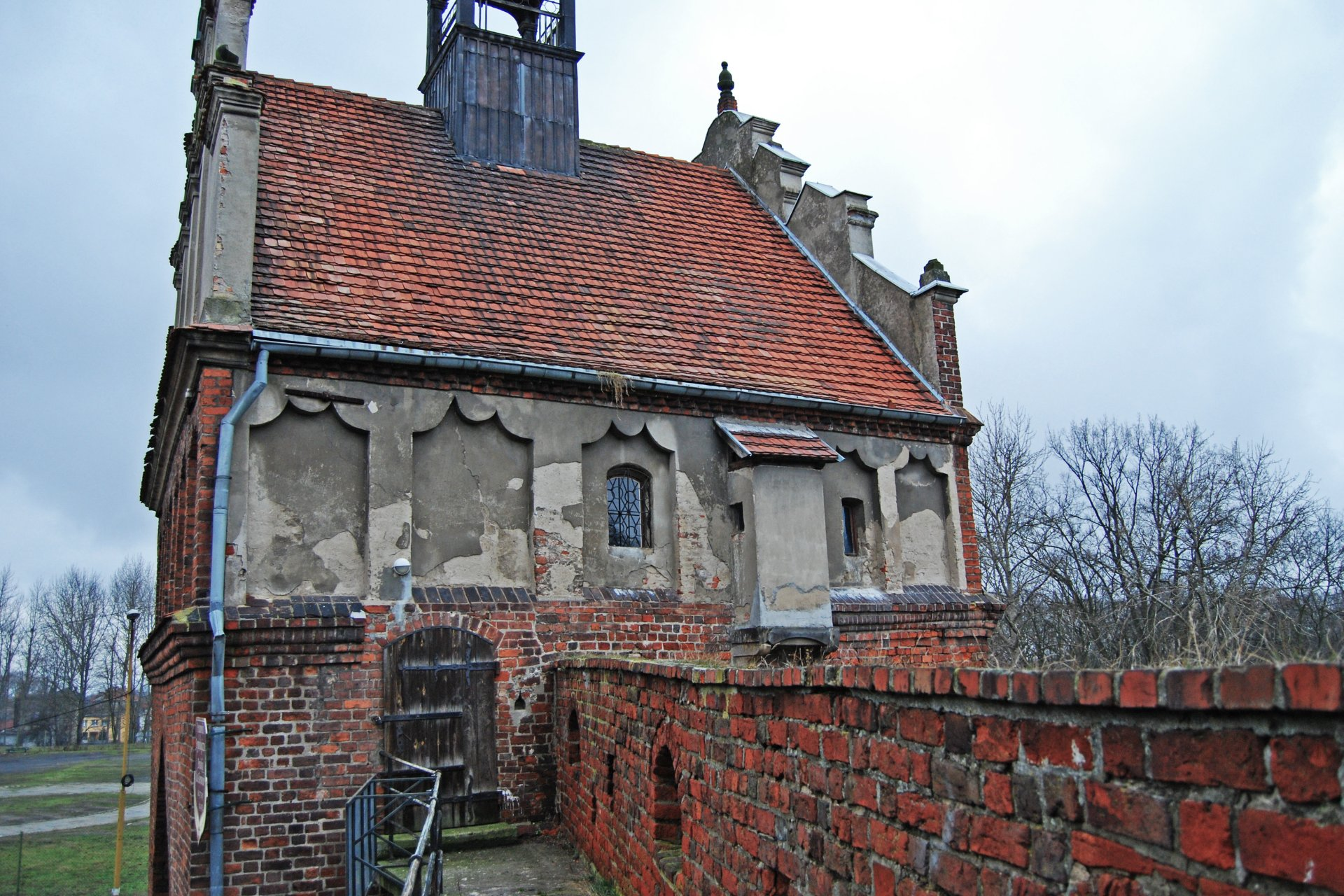
Blick von der Stadtmauer
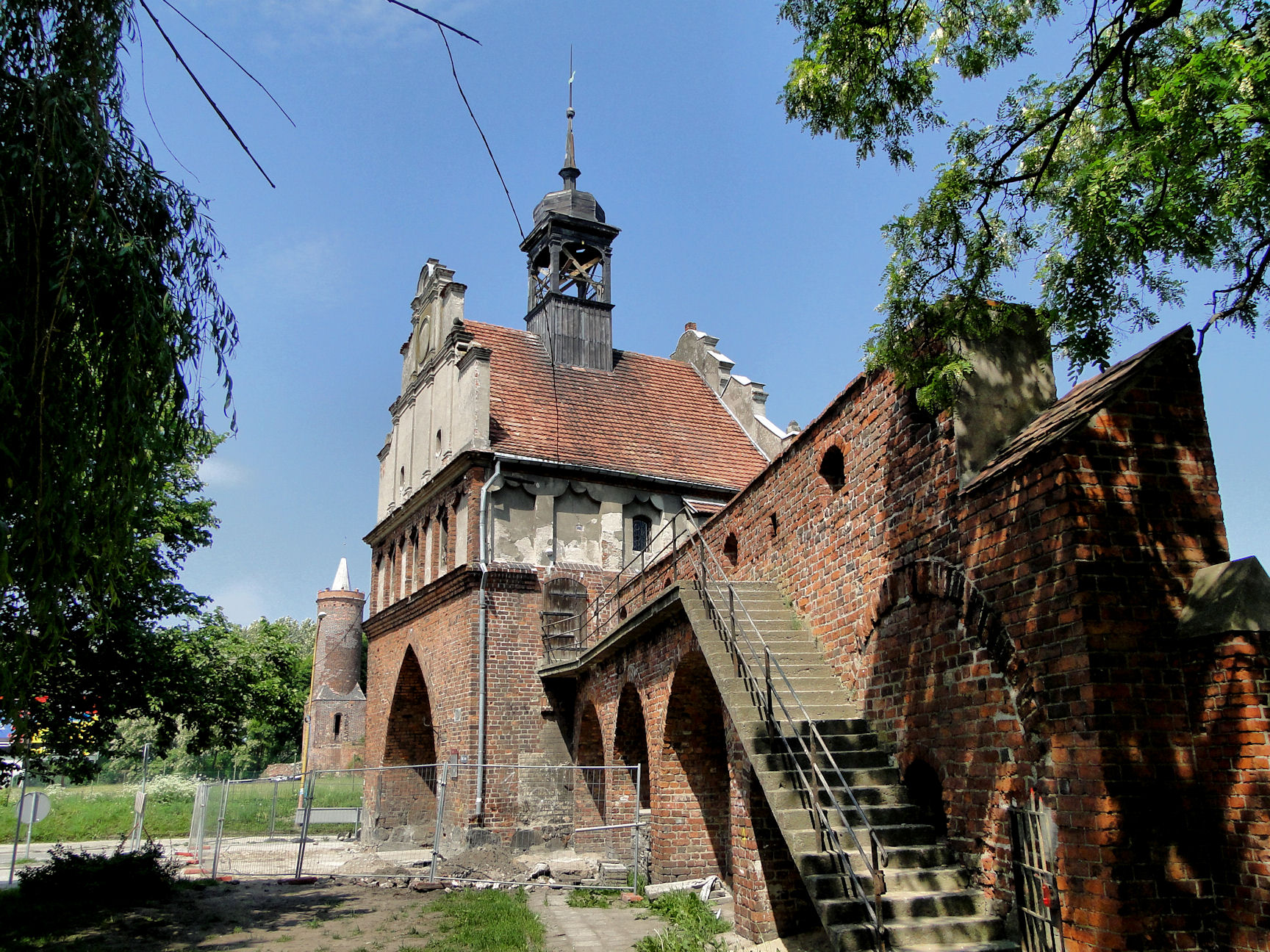
Blick vom Eingang zum Gebäude
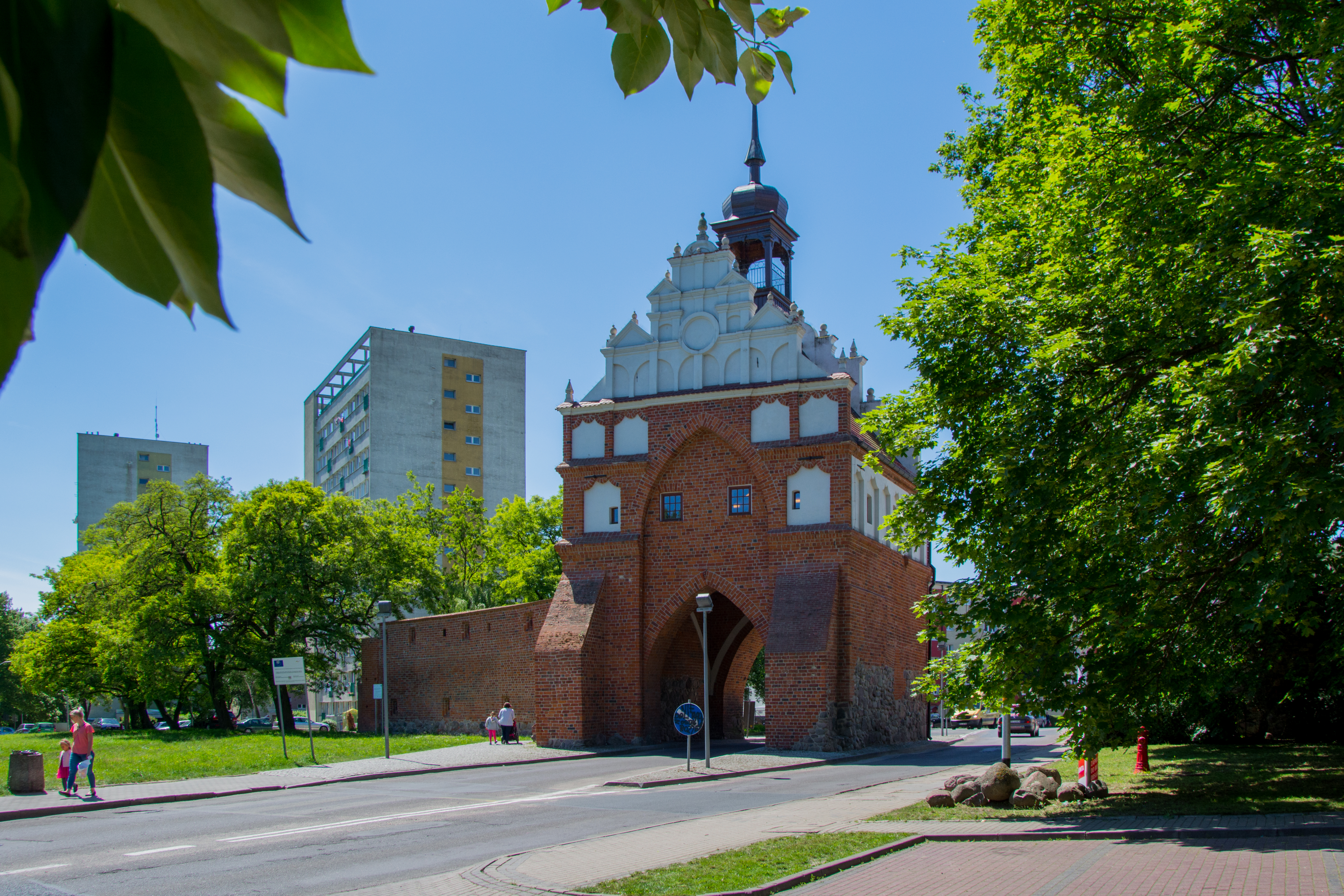
Rückansicht